# رابین رابرتز (گوینده خبر)
رابین رابرتز (انگلیسی: Robin Roberts؛ زادهٔ ۲۳ نوامبر ۱۹۶۰) گوینده اخبار اهل ایالات متحده آمریکا است. وی از سال ۱۹۸۳ میلادی تاکنون مشغول فعالیت بوده‌است.
از فیلم‌ها یا برنامه‌های تلویزیونی که وی در آن نقش داشته‌است می‌توان به او بازی را برد، عشق و بسکتبال، و آوازخوان حرفهای ۲ اشاره کرد.
وی همچنین برندهٔ جوایزی همچون جایزه پیبادی شده‌است.